# 10024 Marthahazen
10024 Marthahazen (1980 EB) là một tiểu hành tinh vành đai chính được phát hiện ngày 10 tháng 3 năm 1980 ở trạm Agassiz thuộc Đài thiên văn Lowell. Nó được đặt theo tên Martha L. Hazen, president thuộc American Association of Variable Star Observers.